# 瑞興郡
瑞興郡（ソフンぐん）は、朝鮮民主主義人民共和国黄海北道に属する郡。

## 地理
黄海北道の中部に位置する。

## 行政区域
1邑・20里で構成される。
| - 瑞興邑（ソフンウプ） - 加倉里（カチャンニ） - 巨門里（コムンニ） - 古城里（コソンニ） - 金陵里（クムヌンニ） - 南漢里（ナマンニ） - 大坪里（テピョンニ） - 洛村里（ラクチョンニ） - 文武里（ムンムリ） - 白岩里（ペガムニ） - 泛雁里（ポマンニ） | - 鳳下里（ポンハリ） - 松月里（ソンウォルリ） - 新塘里（シンダンニ） - 陽射里（ヤンサリ） - 陽岩里（ヤンアムニ） - 雲川里（ウンチョンニ） - 自作里（チャジャンニ） - 青浦里（チョンポリ） - 花谷里（ファゴンニ） - 花峯里（ファボンニ） |

## 歴史
日本統治時代の黄海道瑞興郡は12面から構成されていた。
1952年12月に、北朝鮮の行政区画再編に伴い、瑞興郡（1邑23里）が再構成された。

### 年表
この節の出典
- 1914年4月1日 - 郡面併合により、黄海道瑞興郡に以下の面が成立。(12面)
  - 九圃面・道面・龍坪面・内徳面・東部面・木甘面・梅陽面・中部面・禾回面・栗里面・細坪面・所沙面
- 1929年 - 中部面が瑞興面に改称。(12面)
- 1943年10月1日 - 東部面・禾回面が合併し、新幕邑が発足。(1邑10面)
- 1947年 - 新幕邑が新幕面に降格。(11面)
- 1952年12月 - 郡面里統廃合により、瑞興郡新幕面・梅陽面・龍坪面・栗里面・瑞興面および木甘面・九圃面の各一部地域をもって、瑞興郡を設置。瑞興郡に以下の邑・里が成立。(1邑23里)
  - 瑞興邑・新塘里・加倉里・青浦里・大坪里・古城里・松月里・花峯里・白岩里・泛雁里・鳳下里・自作里・金陵里・雲川里・唐峴里・巨門里・泉谷里・大成里・南漢里・三川里・文武里・新幕里・洛村里・水曲里
- 1953年 - 白岩里の一部が泛雁里に編入。(1邑23里)
- 1954年10月 - 黄海道の分割により、黄海北道瑞興郡となる。(1邑24里)
  - 青浦里の一部が分立し、陽射里が発足。
- 1956年 - 大成里が新幕里・巨門里に分割編入。(1邑23里)
- 1958年6月 (1邑24里)
  - 瑞興邑が花谷里に降格。
  - 新幕里に平山郡物開里の一部を編入させ、瑞興邑が発足。
  - 平山郡陽岩里を編入。
- 1963年 - 花峯里の一部が大坪里に編入。(1邑24里)
- 1967年 - 新塘里の一部が雲川里に編入。(1邑24里)
- 1974年 - 泉谷里が南漢里・青浦里に分割編入。(1邑23里)
- 1981年 - 唐峴里が恩情里に改称。(1邑23里)
- 1989年 (1邑20里)
  - 恩情里および三川里・水曲里の各一部が鳳山郡に編入。
  - 三川里の残部が文武里に編入。
  - 水曲里の残部が泛雁里に編入。

## 交通

### 鉄道
- 平釜線
  - 文武駅 - 石峴駅 - 瑞興駅

### 高速道路
- 平壌-開城高速道路